# Eugène Mittelhauser
Eugène Mittelhauser, mit vollem Namen Eugène Desiré Antoine Mittelhauser (* 7. August 1873 in Tourcoing; † 29. Dezember 1949 in Paris), war ein französischer Général de division.

## Leben
Mittelhauser, der die Militärschule Saint-Cyr und École supérieure de guerre studierte und  in Algerien, Tunesien und Marokko diente, wurde als der zweite Kommandant der französischen Militärmission in der Tschechoslowakei 1920 zum Generalstabschef der tschechoslowakischen Armee ernannt und folgte auf den französischen General Maurice Pellé. Bis 1926 war er als Missionskommandant und bis Ende 1925 als Generalstabschef der tschechoslowakischen Armee tätig.
Zu Beginn des Zweiten Weltkriegs wurde Mittelhauser aus dem Ruhestand wieder zum Dienst berufen. Er nahm an Kämpfen und dem Rückzug der französischen Truppen aus Holland teil. Im Juni 1940 löste Mittelhauser General Raymond Massiet als Oberkommandeur der Armée du Levant ab. Mittelhauser unterstützte Charles de Gaulles Vorhaben den Krieg an der Seite Großbritanniens weiterzuführen. Er entschied sich jedoch schlussendlich dagegen, nachdem ihm der Oberbefehlshaber der Truppen in Nordafrika mitgeteilt habe, dass seinen Streitkräften eine Weiterführung des Krieges gegen Deutschland nicht möglich sei. Er wurde am 1. Juli 1940 von der Vichy-Regierung wieder durch Massiet ersetzt.

## Auszeichnungen
Dies ist eine unvollständige Auflistung:
- Ehrenlegion (alle Klassen)
- Orden des Weißen Löwen
- Tschechoslowakisches Kriegskreuz 1914–1918
- Russischer Orden der Heiligen Anna